# 居民巴士 (香港)
居民巴士，俗稱邨巴或村巴，香港公共交通工具非專營巴士的一種，概念等同中國大陸與台灣的「社區巴士」，提供大型住宅區（包括公共屋邨、居屋或私人屋苑等）居民通勤上下班之用，以補繁忙時間普通公共交通的不足；主要服務新界，其次是港島半山及南區。
其服務形式通常是：早上由各住宅區開往市區，黃昏則由市區返回各住宅區。
根據政府數字顯示，在2011年設有居民巴士服務的私人樓宇或私人屋苑，平均使用3輛巴士行走其居民巴士路線，而中位數、最少及最多的用車數目分別為2、1及34輛。

## 歷史
新界各個新市鎮在八十年代起急速發展，多個大型私人屋苑相繼落成，居民對往返市區的交通需求大幅攀升；可是當時專營巴士公司對市場變的反應遲緩，不太願意在需求不足的情況下開辦巴士路線，令部分私人屋苑缺乏基本對外交通服務，結果造就一些非專營巴士經營者開拓新業務的空間。
政府當時察覺到有需要實行新措施，加強規管非專營巴士公司經營屋邨巴士路線，以保障現有專營巴士公司提供的巴士服務，不會因為非專營巴士公司能夠隨意開辦路線，引致利益受損，從而影響服務質素；同時非專營巴士公司能夠在新措施下，有秩序地開辦及營運以服務私人屋苑及公共屋邨居民為主之路線，以應付居民需求。
以此為據，運輸署於1982年2月推出「住宅豪華巴士服務計劃，Residential Coach Services scheme」，邀請各非專營巴士營辦商申請。運輸署指出，住宅豪華巴士服務之主要目的是為了「在應付僻遠地區，尤其是私人發展興建屋邨居民的需求。這些地區缺乏足夠的巴士及專綫小巴服務。」
第一批住宅豪華巴士服務牌照共接獲88份申請，運輸署於1982年5月率先批出27個牌照。為隆重其事，運輸署於7月13日在中環美利道總部舉行住宅豪華巴士服務牌照簽署儀式，一眾傳媒及獲發牌照的非專營巴士營辦商代表共同見證歷史時刻，由時任運輸署署長李舒（Peter F. Leeds）罕有地以署長身份逐一親筆簽發牌照。其中恆昌興發展公司獲發兩個牌照，獲准開辦錦綉花園↔元朗市（今NR93線）及錦綉花園↔尖沙咀線。
1984年條訂《道路交通條例》後，邨巴與其他非專營巴士服務同樣納入客運營業證認可服務範圍。業者只要取得屋苑發展商或管理機構授權，並確定接載乘客的登車及下車地點，而有關路線又不會跟專營巴士及專綫小巴路線重疊，便可向運輸署申請「屋邨巴士服務牌照」。營運居民服務的公共巴士，除了車廂多數不設企位之外，基本上沒有限制使用的車種。城巴更率先於八十年代末引進雙層空調巴士，把本地非專營巴士服務水平，提升到全新領域。

## 非法居民巴士
非法居民巴士，簡稱「非法邨巴」或「抆毛巴」，即未獲運輸署批准，擅自營運的巴士路線。這類非法服務主要分為兩種，第一種為非專營巴士公司看準住宅區與工商業區之間有龐大客流，但缺乏公共交通服務，於是在上下午繁忙時間提供直接往返住宅區及工商業區的巴士服務，這類非法服務最早於八十年代中期已經存在。
在千禧年代前後上述非法村巴問題愈趨嚴重，較為矚目的例子是下班時間由鰂魚涌往屯門、天水圍的非法邨巴，非專營巴士公司甚至以預售形式發售車票。運輸署當年要聯同警方等跨部門打擊，署方並在2000年分兩階段重整非專營巴士服務，包括規定村巴須展示目的地名稱及路線號碼、在當眼處展示許可證，以及在港島繁忙區域豎立指定站頭等，但引起非專營巴士業界不滿，曾於同年發起載客慢駛抗議，導致港島區交通癱瘓。運輸署及後在2005年加強對非專營巴士規管，包括收緊審批路線申請、增設發牌條件、加強執法等。
與此同時，運輸署會要求專營巴士公司開辦特別路線，例如從鰂魚涌往屯門、天水圍的下午繁忙時間特別路線960B、962C及969C，以圖取締非法村巴服務。
另一方面，有個別屋苑業主立案法團認為政府未有從居民根本利益出發，而進行交通路線招標，引致資源錯配，未能應付居民通勤需要。例如清水灣半島於2001年入伙後，居民以一直依賴非法邨巴服務前往市中心，直至2002年8月地鐵將軍澳綫通車為止；可是運輸署在未有諮詢居民的情況下，引入新界區專線小巴109M線，該線非但未能應付屋苑龐大客量，更於早上繁忙時間引致混亂，因此要求政府批准把有關非法邨巴合法化。
一般而言，運輸署會透過專營巴士公司開辦與現有居民巴士服務相近的巴士路線，從而取締非法甚至合法的邨巴，近期例子有九巴68F線客量不足，引致元朗南多個屋苑的居民巴士服務須縮減。另外署方亦會加緊與居民代表磋商，開設屋苑專屬的居民巴士路線，把非法邨巴合法化，近年獲批准改為合法邨巴的路線例子包括NR341和NR414等。
根據現行法例，營運未經批准的非專營巴士服務會違反《公共巴士服務條例》（第230章）及《道路交通條例》（第374章），相關部門可執行法例，刑罰包括暫時吊銷／更改／取消客運營業證、罰款等處分；乘客乘坐非法邨巴時發生意外，保險公司不會受理作出賠償。

## 外部連結
- 已獲批准的居民服務路線 (新界) （页面存档备份，存于）
- 已獲批准的居民服務路線 (香港島) （页面存档备份，存于）
- 已獲批准的居民服務路線 (九龍) （页面存档备份，存于）